# Новафелтрија
Новафелтрија (итал. Novafeltria) је насеље у Италији у округу Римини, региону Емилија-Ромања.
Према процени из 2011. у насељу је живело 3906 становника. Насеље се налази на надморској висини од 287 м.

## Становништво
Према резултатима пописа становништва 2011. у општини је живело 7.282 становника.
| 1931. | 1936. | 1951. | 1961. | 1971. | 1981. | 1991. | 2001. | 2011. |
| ----- | ----- | ----- | ----- | ----- | ----- | ----- | ----- | ----- |
| 7.006 | 7.694 | 8.810 | 7.716 | 5.836 | 6.295 | 6.562 | 6.724 | 7.282 |